# Jadiel Pereira da Gama
Jadiel Pereira da Gama (Almere, 15 december 2009) is een Nederlands voetballer die als middenvelder voor PEC Zwolle speelt.

## Carrière
Pereira da Gama begon te voetballen bij VV AS '80 uit zijn geboorteplaats Almere. Op zijn zevende maakte hij de overstap naar de jeugdopleiding van PEC Zwolle. In de voorbereiding van het seizoen 2025/26 trainde hij mee met de hoofdmacht. In de gewonnen oefenwedstrijd tegen Dundee United FC maakte hij het tweede doelpunt. Op 2 juli 2025 tekende hij zijn eerste contract bij de Zwollenaren. Hij maakte op 15 augustus 2025 zijn debuut in de tweede speelronde van de Eredivise 2025/26 in de uitwedstrijd tegen Telstar. Hij werd hierdoor de jongste debutant ooit in de Eredivisie. Hij nam het record uit 1959 over van Wim Kras.

## Clubstatistieken
| Seizoen                         | Club            | Land            | Competitie      | Competitie | Competitie | Beker | Beker | Internationaal | Internationaal | Overig | Overig | Totaal | Totaal |
| Seizoen                         | Club            | Land            | Competitie      | Wed.       | Dlp.       | Wed.  | Dlp.  | Wed.           | Dlp.           | Wed.   | Dlp.   | Wed.   | Dlp.   |
| ------------------------------- | --------------- | --------------- | --------------- | ---------- | ---------- | ----- | ----- | -------------- | -------------- | ------ | ------ | ------ | ------ |
| 2025/26                         | PEC Zwolle      | Nederland       | Eredivisie      | 1          | 0          | 0     | 0     | –              | –              | 0      | 0      | 1      | 0      |
| Carrière totaal                 | Carrière totaal | Carrière totaal | Carrière totaal | 1          | 0          | 0     | 0     | 0              | 0              | 0      | 0      | 0      | 0      |
| Bijgewerkt tot 15 augustus 2025 |                 |                 |                 |            |            |       |       |                |                |        |        |        |        |

## Interlandcarrière

### Nederland onder 16
Op 15 december 2024 debuteerde Pereira da Gama bij het Nederland –16 in een vriendschappelijke wedstrijd tegen Engeland –16 (1–2).
| Interlands van Jadiel Pereira da Gama | Interlands van Jadiel Pereira da Gama | Interlands van Jadiel Pereira da Gama | Interlands van Jadiel Pereira da Gama | Interlands van Jadiel Pereira da Gama | Interlands van Jadiel Pereira da Gama |
| №                                     | Datum                                 | Wedstrijd                             | Uitslag                               | Soort wedstrijd                       | Doelpunten                            |
| Als speler bij PEC Zwolle             | Als speler bij PEC Zwolle             | Als speler bij PEC Zwolle             | Als speler bij PEC Zwolle             | Als speler bij PEC Zwolle             | Als speler bij PEC Zwolle             |
| ------------------------------------- | ------------------------------------- | ------------------------------------- | ------------------------------------- | ------------------------------------- | ------------------------------------- |
| 1.                                    | 15 december 2024                      | Engeland – Nederland                  | 2 – 1                                 | Vriendschappelijk                     | 0                                     |
| 2.                                    | 17 december 2024                      | Engeland – Nederland                  | 3 – 2                                 | Vriendschappelijk                     | 0                                     |
| 3.                                    | 13 februari 2025                      | Portugal – Nederland                  | 1 – 3                                 | Vriendschappelijk                     | 0                                     |
| 4.                                    | 15 februari 2025                      | Nederland – Duitsland                 | 1 – 0                                 | Vriendschappelijk                     | 0                                     |
| 5.                                    | 18 februari 2025                      | Japan – Nederland                     | 3 – 1                                 | Vriendschappelijk                     | 0                                     |
| 6.                                    | 23 april 2025                         | Nederland – Wales                     | 3 – 0                                 | Vriendschappelijk                     | 0                                     |
| 7.                                    | 25 april 2025                         | Nederland – China                     | 3 – 0                                 | Vriendschappelijk                     | 1                                     |